# HK MP5SD

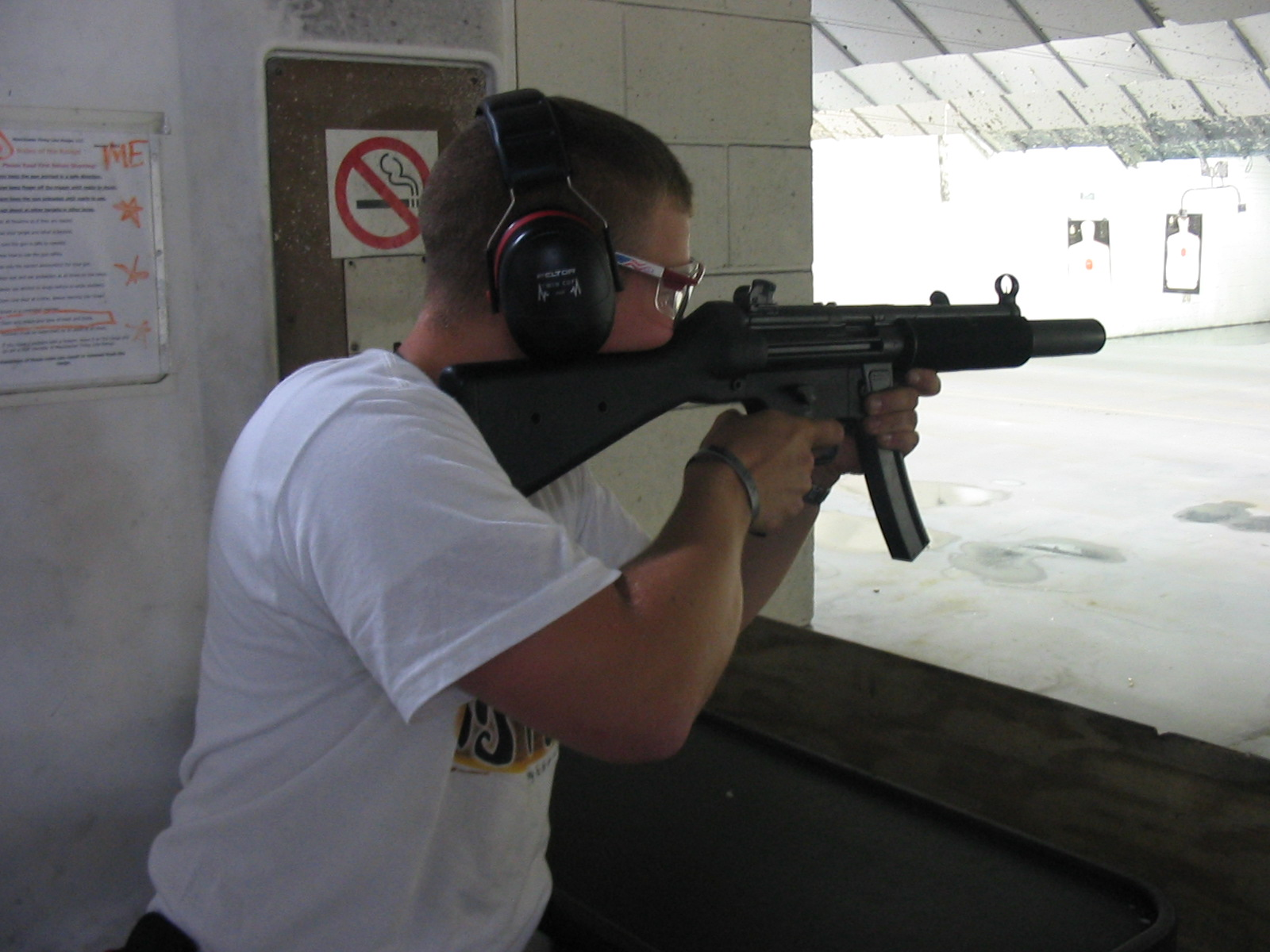
Un MP5SD en action

Le MP5SD est une variante du pistolet mitrailleur allemand MP5 produit par la firme Heckler&Koch équipé d´un silencieux intégral (SD est utilisé comme abréviation de Schalldämpfer, soit silencieux en allemand).

## Description
Cette arme destinée aux unités spéciales est conçue pour tirer des munitions de 9mm Parabellum standard. Pour cela, le canon de l'arme est foré de trous de 3 millimètres qui permettent de ralentir la balle en dessous de la vitesse du son et d'éliminer ainsi le crack supersonique qui la rendrait plus repérable. L'énergie de la balle est donc plus faible et son efficacité s'en trouve réduite mais ce choix permet en revanche de ne pas complexifier la logistique en rendant nécessaire des cartouches subsoniques spécifiques.
Le silencieux qui alourdit l'arme sur l'avant la rend plus stable que la version standard, notamment en tir automatique. Il n'est pas conçu pour être démonté ou nettoyé et sa durée de vie prévue est d'au moins 20 000 coups. La précision de l'arme, l'absence de flamme à la bouche et la difficulté à l'entendre ou pour le moins à la localiser permettent de l'utiliser équipée d'une lunette pour un tir de précision à courte portée (moins de 100 mètres).

## Variantes
Il existe en 6 modèles différents de MP5SD, numérotés de MP5SD1 à MP5SD6 différenciés par leurs types de crosses et leur platine.
- MP5SD1 : sans crosse, tir semi-automatique et automatique
- MP5SD2 : crosse fixe, tir semi-automatique et automatique
- MP5SD3 : Crosse télescopique, tir semi-automatique et automatique
- MP5SD4 : MP5SD1, également capable de rafales de 3 coups
- MP5SD5 : MP5SD2, également capable de rafales de 3 coups
- MP5SD6 : MP5SD3, également capable de rafales de 3 coups

## Culture populaire
- Le MP5SD est présent dans les jeux vidéo Call of Duty 4: Modern Warfare et Counter-Strike: Global Offensive.

## Sources
- Jan BORGER & Stefan CIEJKA, « Heckler und Koch », Gazette des Armes n° 131 et 132, juillet et août 1982
- Olivier GINOUX, « Les Armes Heckler & Koch », Cibles n° 324, mars 1997